# Liste der Monuments historiques in Coulonges-les-Hérolles
Die Liste der Monuments historiques in Coulonges-les-Hérolles führt die Monuments historiques in der französischen Gemeinde Coulonges-les-Hérolles auf.

## Liste der Bauwerke
| Bezeichnung              | Beschreibung                    | Standort | Kennzeichnung | Schutzstatus | Datum | Bild |
| ------------------------ | ------------------------------- | -------- | ------------- | ------------ | ----- | ---- |
| Kirche St-Pierre-St-Paul | Erbaut im 15. Jahrhundert       | (Lage)   | PA00105436    | Inscrit      | 1937  |      |
| Château du Pin           | Burg, erbaut im 12. Jahrhundert | (Lage)   | PA00105435    | Inscrit      | 1979  |      |

## Liste der Objekte
- Monuments historiques (Objekte) in Coulonges-les-Hérolles in der Base Palissy des französischen Kultusministeriums